# Liste der Kulturdenkmäler in Hinzert-Pölert
In der Liste der Kulturdenkmäler in Hinzert-Pölert sind alle Kulturdenkmäler der rheinland-pfälzischen Ortsgemeinde Hinzert-Pölert mit den Ortsteilen Hinzert und Pölert aufgeführt. Grundlage ist die Denkmalliste des Landes Rheinland-Pfalz (Stand: 8. Februar 2023).

## Denkmalzonen
| Bezeichnung                                                   | Lage                                | Baujahr | Beschreibung | Bild                           |
| ------------------------------------------------------------- | ----------------------------------- | ------- | --- | ------------------------------ |
| Denkmalzone Gedenkstätte ehemaliges SS-Sonderlager/KZ Hinzert | Hinzert, südwestlich des Ortes Lage | 1948    | umfriedete terrassierte Waldwiese anstelle des 1938 errichteten SS-Sonderlagers; Steinkreuz und modernes Mahnmal, Ehrenhain; Kapelle mit offener Vorhalle, 1948, Architekt Toni Schmidt, Trier; zugehörig das östlich angrenzende Wiesenland | weitere Bilder Fotos hochladen |

## Einzeldenkmäler
| Bezeichnung                                      | Lage                                              | Baujahr                | Beschreibung                                                                 | Bild |
| ------------------------------------------------ | ------------------------------------------------- | ---------------------- | ---------------------------------------------------------------------------- | ---- |
| Katholische Filialkirche St. Johannes der Täufer | Hinzert, Hochwaldstraße Lage                      | 1810                   | schlichter Saalbau, 1934 vereinigt aus 1810 erweiterter Kirche und Schulsaal | BW   |
| Grabkreuz                                        | Hinzert, nördlich des Ortes auf dem Friedhof Lage | 19. Jahrhundert        | gusseisernes Grabkreuz, Quinter Hütte, 19. Jahrhundert                       | BW   |
| Katholische Filialkirche St. Blasius             | Pölert, Bahnhofstraße 4 Lage                      | 1883                   | schlichter neubarocker Saalbau, 1883                                         | BW   |
| Brunnen                                          | Pölert, Brunnenstraße Lage                        | spätes 19. Jahrhundert | Laufbrunnen und Waschplatz, spätes 19. Jahrhundert                           | BW   |
| Dankeskreuz                                      | Pölert, südlich des Ortes an der K 96 Lage        | 1869                   | Wegekreuz, Sandsteinpfeiler, bezeichnet 1869                                 | BW   |

## Ehemalige Kulturdenkmäler
| Bezeichnung | Lage                         | Baujahr                | Beschreibung                                                                                                 | Bild |
| ----------- | ---------------------------- | ---------------------- | --- | ---- |
| Quereinhaus | Pölert, Bahnhofstraße 6 Lage | frühes 20. Jahrhundert | Quereinhaus, frühes 20. Jahrhundert, üppige späthistoristische Fassadendekoration; aus Denkmalliste gelöscht | BW   |